# Örenäs slott
Örenäs slott är ett slott i Glumslövs socken i Landskrona kommun i Skåne.
Örenäs slott ligger strax ovanför fiskeläget Ålabodarna vid Öresund, nedanför Glumslöv. Slottet och kringliggande byggnader har 115 hotellrum, en stor restaurang och 21 konferensrum. Det ritades av Fredrik Sundbärg och byggdes 1914–18. Huvudbyggnaden, som är belägen cirka 60 meter över havet och ligger mindre än 500 meter från kusten, omfattar en restaurang med uteterrass med utsikt mot sydväst och väst. Förutom Öresund kan man se Ven, danska kusten och Köpenhamn, men däremot inte Helsingör eller  Kronborg. Slottet har även en festvåning, fyra salonger samt ett fåtal slottsrum och en mastersvit. Idag har anläggningen även en utomhuspool och tre varma badtunnor.  

## Historia
1867 köpte häradshövding August Anderberg Nedre Glumslöv nr 7 och uppförde en byggnad. Egendomen döptes till Mariehill, efter hans fru. Kring byggnaden anlade han en slottspark med tropiska träd och buskar. Efter hans död köptes egendomen av grevinnan Constance Wachtmeister och döptes om till Maryhill. När hon flyttade utomlands på 1890-talet köptes Maryhill av greve Fredrik Arvidsson Posse (1851–1897). Hans dotter, författarinnan Amelie Posse, beskrev sin uppväxt på Maryhill i boken I begynnelsen var ljuset. 
Sockermagnaten Carl Tranchell köpte Maryhill av familjen Posse. Han lät uppföra det nuvarande slottet för en miljon kronor under första världskriget och gav det namnet Örenäs slott. Fredrik Bonde köpte slottet 1919 och bodde där till 1939. Då såldes slottet till Reso och fackförbunden. Under kriget var det förläggning för flyktingar från Danmark och Estland och under efterkrigstiden även för polska och tjeckiska flyktingar. 1970 renoverades slottet och blev konferensanläggning. LO köpte slottet 1992 av Reso. I juli 2021 meddelades det att LO sålt byggnaden till ESS Group.

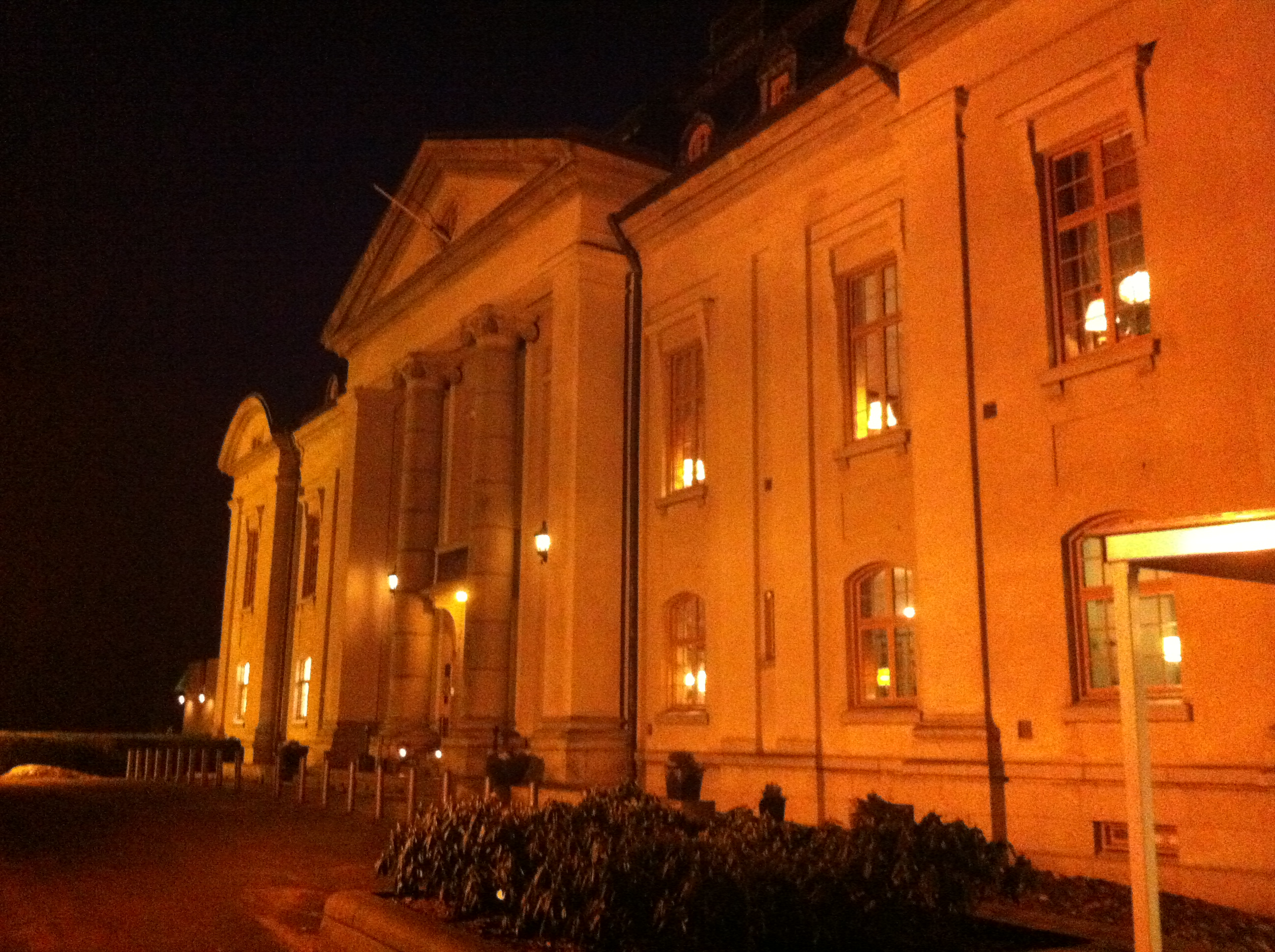
Örenäs slott